# Кули, Джош
Джош Кули (англ. Josh Cooley) — американский художник-мультипликатор, режиссёр, раскадровщик, сценарист и актёр озвучивания. Он работал над анимационным фильмом Pixar — «Головоломка» и был режиссёром короткометражного фильма «Первое свидание Райли?». Также, срежиссировал мультфильм «История игрушек 4».

## Карьера
Начал свою карьеру в Pixar Animation Studios как практикант, где он в основном работал раскадровщиком над такими мультфильмами, как «Суперсемейка» (2004), «Тачки» (2006), «Рататуй» (2007), «Вверх» (2009) и «Тачки 2» (2011). В 2009 году Кули работал над короткометражкой «Джордж и Эй Джей» как режиссёр и сценарист.
В 2015 году Джош работал сценаристом и раскадровщиком над «Головоломка», который был выпущен 19 июня того же года студией Walt Disney Studios Motion Pictures. Также, он был режиссёром и сценаристом короткометражного мультфильма «Первое свидание Райли?», который был выпущен вместе с Blu-ray версией «Головоломки».
Был приглашён на роль сорежиссёра мультфильма «История игрушек 4» с Джоном Лассетером, впоследствии стал работать над мультфильмом самостоятельно.
В марте 2020 года Кули покинул Pixar после 17 лет работы в компании.
В 2024 году состоялась премьера мультфильма «Трансформеры: Начало», где Кули выступил в качестве режиссёра.

## Фильмография
| Год  | Русское название       | Оригинальное название | Участие в фильме                                  |
| ---- | ---------------------- | --------------------- | ------------------------------------------------- |
| 2004 | Суперсемейка           | The Incredibles       | Раскадровщик                                      |
| 2006 | Тачки                  | Cars                  | Раскадровщик                                      |
| 2007 | Рататуй                | Ratatouille           | Раскадровщик                                      |
| 2009 | Вверх                  | Up                    | Раскадровщик                                      |
| 2009 | Джордж и Эй Джей       | George & A.J.         | Режиссёр, автор сценария                          |
| 2011 | Тачки 2                | Cars 2                | Раскадровщик                                      |
| 2015 | Головоломка            | Inside Out            | Автор сценария, раскадровщик, голос Клоуна Лысика |
| 2015 | Первое свидание Райли? | Riley’s First Date?   | Режиссёр, автор сценария, голос Грусти Папы       |
| 2019 | История игрушек 4      | Toy Story 4           | Режиссёр                                          |
| 2021 | 22 против Земли        | 22 vs. Earth          | Сценарист                                         |
| 2024 | Трансформеры: Начало   | Transformers One      | Режиссёр                                          |